# Cymru Premier 2023-2024
La Cymru Premier 2023-2024, anche nota come JD Cymru Premier 2023-2024 per motivi di sponsorizzazione, è stata la 32ª edizione della massima serie del campionato di calcio gallese, con inizio l'11 agosto 2023 e terminata l'11 maggio 2024.
La squadra campione in carica è il The New Saints, che si è confermata campione anche in questa stagione per la sedicesima volta nella sua storia

## Stagione

### Novità
Dalla stagione precedente sono state retrocesse Airbus UK Broughton e Flint Town Utd, ultime due classificate in campionato. Le due squadre sono entrambe state retrocesse nel girone di Cymru North.
Dalla serie inferiore sono state promosse Colwyn Bay, vincitore della Cymru North, e Barry Town Utd, primo classificato in Cymru South.

### Formula
Le 12 squadre giocano un girone all'italiana con partite di andata e ritorno, per un totale di 22 giornate. Al termine della stagione regolare il campionato viene diviso in due gironi da 6 squadre, che giocano andata e ritorno rispettivamente per il titolo e la salvezza.
La prima classificata nel girone per il titolo è campione del Galles e si qualifica per la UEFA Champions League 2024-2025, mentre la seconda classificata si qualifica per la UEFA Conference League 2024-2025 insieme con la vincitrice della Welsh Cup 2023-2024. Le altre quattro squadre del girone per il titolo e la prima del girone salvezza si qualificano per i play-off Conference League, che assegnano un terzo posto per la Conference League.
Le ultime due classificate nel girone salvezza sono retrocesse direttamente in Cymru North o in Cymru South.

## Squadre partecipanti
| Club                            | Città         | Stadio                          | Stagione precedente  |
| ------------------------------- | ------------- | ------------------------------- | -------------------- |
| Aberystwyth Town                | Aberystwyth   | Park Avenue                     | 10° in Cymru Premier |
| Bala Town                       | Bala          | Maes Tegid                      | 5° in Cymru Premier  |
| Barry Town Utd                  | Barry         | Jenner Park                     | 1° in Cymru South    |
| Caernarfon Town                 | Caernarfon    | The Oval                        | 9° in Cymru Premier  |
| Cardiff Metropolitan University | Cardiff       | Cyncoed Campus Artificial Pitch | 4° in Cymru Premier  |
| Colwyn Bay                      | Old Colwyn    | Llanelian Road                  | 1° in Cymru North    |
| Connah's Q.N.                   | Connah's Quay | Deeside Stadium                 | 2° in Cymru Premier  |
| Haverfordwest County            | Haverfordwest | Bridge Meadow Stadium           | 7° in Cymru Premier  |
| Newtown                         | Newtown       | Latham Park                     | 6° in Cymru Premier  |
| Penybont                        | Bridgend      | KYMCO Stadium                   | 3° in Cymru Premier  |
| Pontypridd                      | Treforest     | USW Sports Park                 | 8° in Cymru Premier  |
| The New Saints                  | Oswestry      | Park Hall                       | Campione del Galles  |

## Allenatori e primatisti
| Squadra                         | Allenatore                                      | Calciatore più presente | Cannoniere |
| ------------------------------- | ----------------------------------------------- | ----------------------- | ---------- |
| Aberystwyth Town                | Anthony Williams                                |                         |            |
| Bala Town                       | Colin Caton                                     |                         |            |
| Barry Town Utd                  | Steve Jenkins (1ª-22ª) Jonathan Jones (23ª-32ª) |                         |            |
| Caernarfon Town                 | Richard Davies                                  |                         |            |
| Cardiff Metropolitan University | Ryan Jenkins                                    |                         |            |
| Colwyn Bay                      | Steve Evans                                     |                         |            |
| Connah's Q.N.                   | Neil Gibson                                     |                         |            |
| Haverfordwest County            | Tony Pennock                                    |                         |            |
| Newtown                         | Chris Hughes (1ª-21ª) Scott Ruscoe (22ª-32ª)    |                         |            |
| Penybont                        | Rhys Griffiths                                  |                         |            |
| Pontypridd                      | Andrew Stokes (1ª-21ª) Gavin Allen (22ª-32ª)    |                         |            |
| The New Saints                  | Craig Harrison                                  |                         |            |

## Stagione regolare

### Classifica finale
|  | Pos. | Squadra                         | Pt | G  | V  | N | P  | GF | GS | DR  |
|  | ---- | ------------------------------- | -- | -- | -- | - | -- | -- | -- | --- |
|  | 1.   | The New Saints                  | 62 | 22 | 20 | 2 | 0  | 77 | 14 | +63 |
|  | 2.   | Connah's Q.N.                   | 47 | 22 | 15 | 2 | 5  | 59 | 29 | +30 |
|  | 3.   | Bala Town                       | 37 | 22 | 10 | 7 | 5  | 25 | 20 | +5  |
|  | 4.   | Cardiff Metropolitan University | 34 | 22 | 9  | 7 | 6  | 28 | 39 | -11 |
|  | 5.   | Newtown                         | 33 | 22 | 10 | 3 | 9  | 35 | 31 | +4  |
|  | 6.   | Caernarfon Town                 | 31 | 22 | 9  | 4 | 9  | 40 | 41 | -1  |
|  | 7.   | Haverfordwest County            | 28 | 22 | 7  | 7 | 8  | 29 | 33 | -4  |
|  | 8.   | Penybont (-3)                   | 25 | 22 | 8  | 4 | 10 | 28 | 32 | -4  |
|  | 9.   | Barry Town Utd                  | 23 | 22 | 6  | 5 | 11 | 27 | 41 | -14 |
|  | 10.  | Aberystwyth Town                | 15 | 22 | 4  | 3 | 15 | 18 | 46 | -28 |
|  | 11.  | Colwyn Bay                      | 14 | 22 | 4  | 2 | 16 | 27 | 49 | -22 |
|  | 12.  | Pontypridd (-6)                 | 13 | 22 | 5  | 4 | 13 | 13 | 31 | -18 |

Legenda:
      Ammesse alla poule scudetto
      Ammesse alla poule retrocessione
Note:

Tre punti a vittoria, uno a pareggio, zero a sconfitta.
Il Penybont ha scontato 3 punti di penalizzazione.
Il Pontypridd United ha scontato 6 punti di penalizzazione.

## Poule scudetto
Le squadre mantengono i punti conquistati nella stagione regolare.

### Classifica finale
|                   | Pos. | Squadra                         | Pt | G  | V  | N  | P  | GF  | GS | DR  |
| ----------------- | ---- | ------------------------------- | -- | -- | -- | -- | -- | --- | -- | --- |
| Galles (bandiera) | 1.   | The New Saints                  | 92 | 32 | 30 | 2  | 0  | 117 | 18 | +99 |
|                   | 2.   | Connah's Q.N.                   | 59 | 32 | 18 | 5  | 9  | 70  | 43 | +27 |
|                   | 3.   | Bala Town                       | 51 | 32 | 13 | 12 | 7  | 38  | 31 | +7  |
|                   | 4.   | Newtown                         | 44 | 32 | 13 | 5  | 14 | 49  | 46 | +3  |
|                   | 5.   | Caernarfon Town                 | 41 | 32 | 11 | 8  | 13 | 52  | 70 | -18 |
|                   | 6.   | Cardiff Metropolitan University | 36 | 32 | 10 | 9  | 13 | 35  | 63 | -28 |

Legenda:
      Campione del Galles e ammessa alla UEFA Champions League 2024-2025
      Ammessa alla UEFA Conference League 2024-2025
 Ammessa allo spareggio Conference League

## Poule retrocessione
Le squadre mantengono i punti conquistati nella stagione regolare.

### Classifica finale
|  | Pos. | Squadra              | Pt | G  | V  | N  | P  | GF | GS | DR  |
|  | ---- | -------------------- | -- | -- | -- | -- | -- | -- | -- | --- |
|  | 7.   | Penybont (-3)        | 43 | 32 | 14 | 7  | 11 | 46 | 37 | +9  |
|  | 8.   | Haverfordwest County | 43 | 32 | 11 | 10 | 11 | 39 | 40 | -1  |
|  | 9.   | Barry Town Utd       | 32 | 32 | 7  | 11 | 14 | 36 | 54 | -18 |
|  | 10.  | Aberystwyth Town     | 27 | 32 | 7  | 6  | 19 | 27 | 57 | -30 |
|  | 11.  | Colwyn Bay           | 25 | 32 | 7  | 4  | 21 | 34 | 66 | -32 |
|  | 12.  | Pontypridd (-6)      | 22 | 32 | 8  | 7  | 17 | 23 | 41 | -18 |

Legenda:
 Ammessa allo spareggio Conference League
      Retrocesse in Cymru North o in Cymru South
Note:

Tre punti a vittoria, uno a pareggio, zero a sconfitta.

## Spareggio Conference League

### Semifinali
|                 | Risultati |                                 | Luogo e data               |
| --------------- | --------- | ------------------------------- | -------------------------- |
| Caernarfon Town | 2 - 0     | Cardiff Metropolitan University | Caernarfon, 10 maggio 2024 |
|                 |           |                                 |                            |
| Newtown         | 0 - 5     | Penybont                        | Newtown, 11 maggio 2024    |
|                 |           |                                 |                            |

### Finale
| Caernarfon Town | 3 - 1 | Penybont | Caernarfon, 18 maggio 2024 |  |  |  |  |